# Nyomozás Velencében
A Nyomozás Velencében (eredeti címe: Donna Leon) 2000 és 2019 között  bemutatott német televíziós sorozat, ami Donna Leon amerikai írónő Brunetti-könyvsorozata alapján készült.
A sorozatot Németországban a Das Erste adta 2000. október 12. és 2019. december 25. között. Magyarországon először a Galaxy4 mutatta be 2019. szeptember 7-én, majd 2023. június 23-án a Max4 is műsorra tűzte.

## Szereplők
| Színész                                            | Szerep                    | Magyar hang |
| -------------------------------------------------- | ------------------------- | ----------- |
| Joachim Król (1-4. rész) Uwe Kockisch (5-26. rész) | Guido Brunetti            |             |
| Barbara Auer (1-4. rész) Julia Jäger (5-26. rész)  | Paola Brunetti            |             |
| Michael Degen                                      | Patta                     |             |
| Karl Fischer                                       | Lorenzo Vianello          |             |
| Annett Renneberg                                   | Elettra Zorzi             |             |
| Patrick Diemling                                   | Raffaele "Raffi" Brunetti |             |
| Laura-Charlotte Syniawa                            | Chiara Brunetti           |             |
| Dietmar Mössmer                                    | Alvise                    |             |
| Ueli Jäggi                                         | Dr. Aurino                |             |

## Epizódok
| Sz. | Magyar cím             | Eredeti cím                       | Eredeti premier    | Magyar premier       | A regény száma és éve |
| --- | ---------------------- | --------------------------------- | ------------------ | -------------------- | --------------------- |
| 01  | Vendetta               | Vendetta                          | 2000. október 12.  | 2019. szeptember 7.  | 04. · 1995            |
| 02  | Velencei fejtörő       | Venezianische Scharade            | 2000. október 16.  | 2019. szeptember 14. | 03. · 1994            |
| 03  | Signora Brunetti esete | In Sachen Signora Brunetti        | 2002. október 10.  | 2019. szeptember 21. | 08. · 1999            |
| 04  | Nemesség               | Nobiltà                           | 2002. október 17.  | 2019. szeptember 28. | 07. · 1998            |
| 05  | Velencei finálé        | Venezianisches Finale             | 2003. október 23.  | 2019. október 5.     | 01. · 1992            |
| 06  | Finom barátok          | Feine Freunde                     | 2003. október 31.  |                      | 09. · 2000            |
| 07  | Halál idegenben        | Sanft entschlafen                 | 2004. október 28.  |                      | 06. · 1997            |
| 08  | Acqua alta             | Acqua Alta                        | 2004. november 11. |                      | 05. · 1996            |
| 09  |                        | Beweise, dass es böse ist         | 2005. október 13.  |                      | 13. · 2004            |
| 10  |                        | Verschwiegene Kanäle              | 2005. november 10. |                      | 12. · 2003            |
| 11  |                        | Endstation Venedig                | 2006. október 19.  |                      | 02. · 1993            |
| 12  |                        | Das Gesetz der Lagune             | 2006. november 2.  |                      | 10. · 2001            |
| 13  |                        | Die dunkle Stunde der Serenissima | 2008. május 15.    |                      | 11. · 2002            |
| 14  |                        | Blutige Steine                    | 2008. május 22.    |                      | 14. · 2005            |
| 15  |                        | Wie durch ein dunkles Glas        | 2009. október 22.  |                      | 15. · 2006            |
| 16  |                        | Lasset die Kinder zu mir kommen   | 2010. október 7.   |                      | 16. · 2007            |
| 17  |                        | Das Mädchen seiner Träume         | 2011. április 28.  |                      | 17. · 2008            |
| 18  |                        | Schöner Schein                    | 2012. április 14.  |                      | 18. · 2009            |
| 19  |                        | Auf Treu und Glauben              | 2013. május 11.    |                      | 19. · 2010            |
| 20  |                        | Reiches Erbe                      | 2014. május 1.     |                      | 20. · 2011            |
| 21  |                        | Tierische Profite                 | 2015. április 23.  |                      | 21. · 2012            |
| 22  |                        | Das goldene Ei                    | 2016. március 31.  |                      | 22. · 2013            |
| 23  |                        | Tod zwischen den Zeilen           | 2017. április 13.  |                      | 23. · 2014            |
| 24  |                        | Endlich mein                      | 2018. március 29.  |                      | 24. · 2015            |
| 25  |                        | Ewige Jugend                      | 2019. április 18.  |                      | 25. · 2016            |
| 26  |                        | Stille Wasser                     | 2019. december 25. |                      | 26. · 2017            |

## Fordítás
- Ez a szócikk részben vagy egészben  a   Donna Leon (Fernsehreihe) című német Wikipédia-szócikk fordításán alapul.  Az eredeti cikk szerkesztőit annak laptörténete sorolja fel. Ez a jelzés csupán a megfogalmazás eredetét és a szerzői jogokat jelzi, nem szolgál a cikkben szereplő információk forrásmegjelöléseként.